# Bronxville
Bronxville es una villa ubicada en el condado de Westchester en el estado estadounidense de Nueva York. En el año 2000 tenía una población de 6,543 habitantes y una densidad poblacional de 2,652.3 personas por km².

## Geografía
Bronxville se encuentra ubicado en las coordenadas 40°56′24″N 73°49′34″O / 40.94000, -73.82611. Según la Oficina del Censo, la ciudad tiene un área total de 2,5 km² (1 mi²), de la cual 2,5 km² (1 mi²) es tierra y 0 km² (0 mi²) (0%) es agua.

## Demografía
Según la Oficina del Censo en 2000 los ingresos medios por hogar en la localidad eran de $144,940, y los ingresos medios por familia eran $200,000. Los hombres tenían unos ingresos medios de $100,000 frente a los $61,184 para las mujeres. La renta per cápita para la localidad era de $89,483. Alrededor del 2.7% de la población estaban por debajo del umbral de pobreza.

## Personajes reconocidos
- Frank Abagnale, falsificador y empresario
- Don DeLillo, escritor
- John F. Kennedy, trigésimo quinto presidente de los Estados Unidos
- Lawrence Kohlberg, psicólogo
- Brendan Gill, crítico de cine, teatro y arquitectura
- Roger Goodell, comisionado en jefe de la NFL
- Chris Baio, bajista de la banda neoyorquina de indie rock Vampire Weekend
- Jack Paar, comediante de radio y televisión y presentador televisivo
- Dennis Ritchie, científico computacional
- Ruth Ann Swenson, soprano de coloratura.